# NGC 5219
NGC 5219 (NGC 5244) é uma galáxia espiral (Sb) localizada na direcção da constelação de Centaurus. Possui uma declinação de -45° 51' 17" e uma ascensão recta de 13 horas, 38 minutos e 41,8 segundos.
A galáxia NGC 5219 foi descoberta em 1 de Junho de 1834 por John Herschel.